# Ange Pleureur (Doctor Who)
Cet article possède un paronyme, voir L'Ange pleureur.
Les Anges Pleureurs (Weeping Angel) sont une race d'aliens issue de la série télévisée britannique Doctor Who prenant le plus souvent l'apparence d'une statue d'ange, d'inspiration gothique, ayant les mains sur les yeux. Selon le Docteur, les anges sont une des races les plus anciennes de l'univers.

## Description
On découvre les anges pleureurs (weeping angel) pour la première fois dans l'épisode 10 de la saison 3 de la série de 2007, Les Anges pleureurs (Blink). Lorsque d'autres êtres vivants les regardent, ils apparaissent sous la forme de statues de pierres représentées par un ange se voilant les yeux de ses mains, ce qui donne l'impression de pleurs. Cependant, un ange qui n'est observé par personne peut se mouvoir vers sa cible et attaquer. De cette façon, ils passent inaperçus du reste du monde et sont quasiment invulnérables sous leurs deux formes.
En règle générale, les anges envoient leurs cibles dans le passé, ce qui provoque un flux temporel dont ils se nourrissent. Ils peuvent aussi tuer leurs cibles de façon plus classique en leur brisant la nuque. En plus de ces pouvoirs, les anges ont la capacité d'interagir avec certains dispositifs électriques, notamment les lampes : en éteignant les lumières, ils ne sont plus vus et deviennent par conséquent infiniment dangereux.
De plus, n'importe quelle image d'un ange, que ce soit une photo, une vidéo, etc., devient l'ange lui-même. Enfin, regarder un ange droit dans les yeux est très dangereux, puisqu'il peut ainsi s'intégrer dans la rétine de sa cible et s'infiltrer dans son esprit.
Un ange est très difficile à tuer, voire à arrêter. La façon relativement la plus simple est de piéger deux anges pour qu'ils se regardent entre eux. De ce fait, il resteront sous forme de pierre pour toujours, c'est de cette façon que les protagonistes de l'épisode Les Anges pleureurs (Blink) parviendront à survivre. C'est d'ailleurs la raison pour laquelle ils gardent leurs mains devant leurs yeux, ils ne peuvent pas prendre le risque de se regarder entre eux.
Se nourrissant de flux temporel, les anges peuvent mourir s'ils absorbent un flux corrompu, un paradoxe temporel notamment. De façon plus radicale, le onzième docteur parvient à vaincre une armée entière d'anges en inversant la gravité afin de les faire tomber dans une fissure spatio-temporelle.

## Accueil critique
Selon un sondage réalisé en 2007 par la BBC, auprès de 2 000 lecteurs du magazine Doctor Who Adventures, les anges pleureurs sont les monstres les plus effrayants avec 55 % des votes ; le Maître et les Daleks prenant la deuxième et la troisième place avec 15 % et 4 %. Ce résultat a été obtenu alors même que les Daleks arrivent en tête dans des sondages similaires. Le rédacteur en chef de Doctor Who Adventures a notamment apprécié l'idée d'un monstre dont on peut se protéger en ne clignant pas des yeux, ce qui est à la fois simple et difficile. Un autre sondage, réalisé sur une dizaine de milliers de personnes par Radio Times, désigne les anges pleureurs comme meilleurs monstres de Doctor Who avec 49,4 % des votes (les Daleks viennent en deuxième position avec 17 % des votes).
L'épisode Les Anges pleureurs (Blink) a obtenu un prix Hugo en 2008, dans la catégorie Hugo Award for Best Dramatic Presentation, Short Form (meilleure représentation audiovisuelle en format court).

## Apparitions

### Série
Doctor Who
- Saison 3
  - Les Anges pleureurs (Blink) — 2007
- Saison 5
  - Le Labyrinthe des Anges, première partie (The Time of Angels) — 2010
  - Le Labyrinthe des Anges, deuxième partie (Flesh and Stone) — 2010
- Saison 6
  - Le Complexe divin (The God Complex) — 2011
- Saison 7
  - Les Anges prennent Manhattan (The Angels Take Manhattan) — 2012
  - L'Heure du Docteur (The Time of the Doctor) — 2013
- Saison 9
  - Montée en enfer (Hell Bent) — 2015
- Saison 13
  - Chapitre Un: L'apocalypse d'Halloween — 2021
  - Chapitre Trois: Il n'était pas une fois — 2021
  - Chapitre Quatre: Le Village des Anges — 2021
  - Chapitre Cinq: Survivants du Flux — 2021

Class
- The Lost — 2016

### Roman
- Touched by an Angel — 2011
- The Angel's Kiss : A Melody Malone — 2012

### Comic
The Weeping Angels of mons — 2014

### Audio
- Fallen Angels — 2016
- The Side of the Angels — 2017

## Impact
Le 22 juin 2007, soit 12 jours après la première diffusion, est publié sur le forum « /x/ - paranormal » du site 4chan « SCP-173 » ce qui donnera naissance au wiki de la Fondation SCP en 2008,.